# Mírame (álbum de Manuel Landeta)
Mírame es el primer y único disco del actor, cantante y bailarín mexicano Manuel Landeta, lanzado en el año 2001, sin embargo no tuvo un buen recibimiento por parte del público, por lo que no volvió a grabar disco alguno.

## Lista de canciones
1. Qué puedo hacer sino amarla
2. Entre dos amores
3. Tengo vicio
4. Enseñando a amar
5. Ay como extraño
6. Ayumbaye
7. Mientras sea el dueño de tus besos
8. Quiero acercarme a ella
9. Quiero aprender de memoria
10. Amores encadenados